# Campeonato Panamericano de Béisbol 1995
El Campeonato Panamericano 1995 fue la tercera edición del certamen, competencia que disputaron las mejores selecciones de béisbol de América y que posteriormente sería sucedida por la Copa América, que es la principal competencia internacional de béisbol disputada por selecciones nacionales en América. El torneo sirvió como clasificatorio a los Juegos Olímpicos de 1996.